# Greatest Hits (보스턴의 음반)
| 전문가 평가 | 전문가 평가 |
| 평가 점수   | 평가 점수   |
| 출처        | 점수        |
| ----------- | ----------- |
| AllMusic    | [ 1 ]       |

《Greatest Hits》는 미국의 록 밴드 보스턴의 컴필레이션 음반으로, 1997년 6월 3일에 발매되었다. 이 음반에는 에픽 레코드와 MCA 레코드에서 발표된 곡들이 수록되었으며, 이전에 발표되지 않았던 〈Tell Me〉, 〈Higher Power〉, 〈The Star-Spangled Banner〉 세 곡도 포함되어 있다. 밴드의 리더 톰 숄츠는 이 음반의 오디오 품질이 자신의 기준에 미치지 못한다고 느껴, 2009년에 약간 다른 트랙리스트와 함께 리마스터 버전이 발매되었다. 보스턴은 이 음반이 발매될 때마다 이를 홍보하기 위한 투어를 진행했다.
이 음반은 2003년 12월 4일, 미국 음반 산업 협회로부터 더블 플래티넘 인증을 받았으며, 2014년 8월 기준으로 미국에서 223만 4,000장이 판매되었다.

## 커버 아트
커버 아트에는 기타 모양의 우주선이 터쿼이즈색 바위와 멀리 보이는 터쿼이즈색 탑이 있는 행성 위를 낮게 비행하는 모습이 담겨 있다. 뒷면에는 뉴욕을 의인화한 이미지가 실려 있다. 밴드가 그들의 이름을 따온 도시이자 평소 음반 커버에도 자주 등장하는 보스턴 대신 뉴욕을 선택한 이유는 알려지지 않았다.

## 곡 목록
모든 곡들은 특별한 언급이 없는 한 톰 숄츠에 의해 작사/작곡하였다.
| #   | 제목                                               | 작사·작곡                    | 재생 시간 |
| --- | -------------------------------------------------- | ---------------------------- | --------- |
| 1.  | 〈Tell Me〉                                        |                              | 4:04      |
| 2.  | 〈Higher Power〉                                   | 데이비드 사이크스            | 5:06      |
| 3.  | 〈More Than a Feeling〉                            |                              | 4:45      |
| 4.  | 〈Peace of Mind〉                                  |                              | 5:05      |
| 5.  | 〈Don't Look Back〉                                |                              | 5:57      |
| 6.  | 〈Cool the Engines〉                               | 숄츠, 브래드 델프, 프랜 시한 | 4:35      |
| 7.  | 〈Livin' for You〉                                 |                              | 4:55      |
| 8.  | 〈Feelin' Satisfied〉                              |                              | 4:11      |
| 9.  | 〈Party〉                                          |                              | 4:08      |
| 10. | 〈Foreplay/Long Time〉                             |                              | 7:48      |
| 11. | 〈Amanda〉                                         |                              | 4:15      |
| 12. | 〈Rock & Roll Band〉                               |                              | 3:00      |
| 13. | 〈Smokin'〉                                        | 숄트, 델프                   | 4:20      |
| 14. | 〈A Man I'll Never Be〉                            |                              | 6:32      |
| 15. | 〈The Star-Spangled Banner / 4th of July Reprise〉 | 존 스태퍼드 스미스           | 2:44      |
| 16. | 〈Higher Power (Kalodner Edit)〉                   | 사이크스                     | 3:52      |

## 인증
| 국가                                                            | 인증        | 판매량/출하량 |
| --------------------------------------------------------------- | ----------- | ------------- |
| 일본 (RIAJ)                                                     | 골드        | 100,000^      |
| 영국 (BPI)                                                      | 골드        | 100,000       |
| 미국 (RIAA)                                                     | 2× 플래티넘 | 2,000,000^    |
| ^출하량을 기반으로 한 인증 · 판매량+스트리밍을 기반으로 한 인증 |             |               |